# Aname maculata
Aname maculata là một loài nhện trong họ Nemesiidae.
Aname maculata được miêu tả năm 1918 bởi Rainbow & Pulleine.